# Église Saint-Saturnin d'Enveitg
Pour les articles homonymes, voir Église Saint-Saturnin.
L'église Saint-Saturnin d'Enveitg (Sant Sadurní d'Enveitg en catalan) est une église partiellement romane située à Enveitg, en Cerdagne, dans le département français des Pyrénées-Orientales en région Occitanie.

## Historique
L'église Saint-Saturnin d'Enveitg date de la fin du XIIe siècle ou du début du XIIIe siècle, mais elle a été profondément modifiée aux XVIIe et XVIIIe siècles.
La fenêtre absidiale romane fait l'objet d'un classement au titre des monuments historiques depuis le 4 septembre 1936.

## Architecture

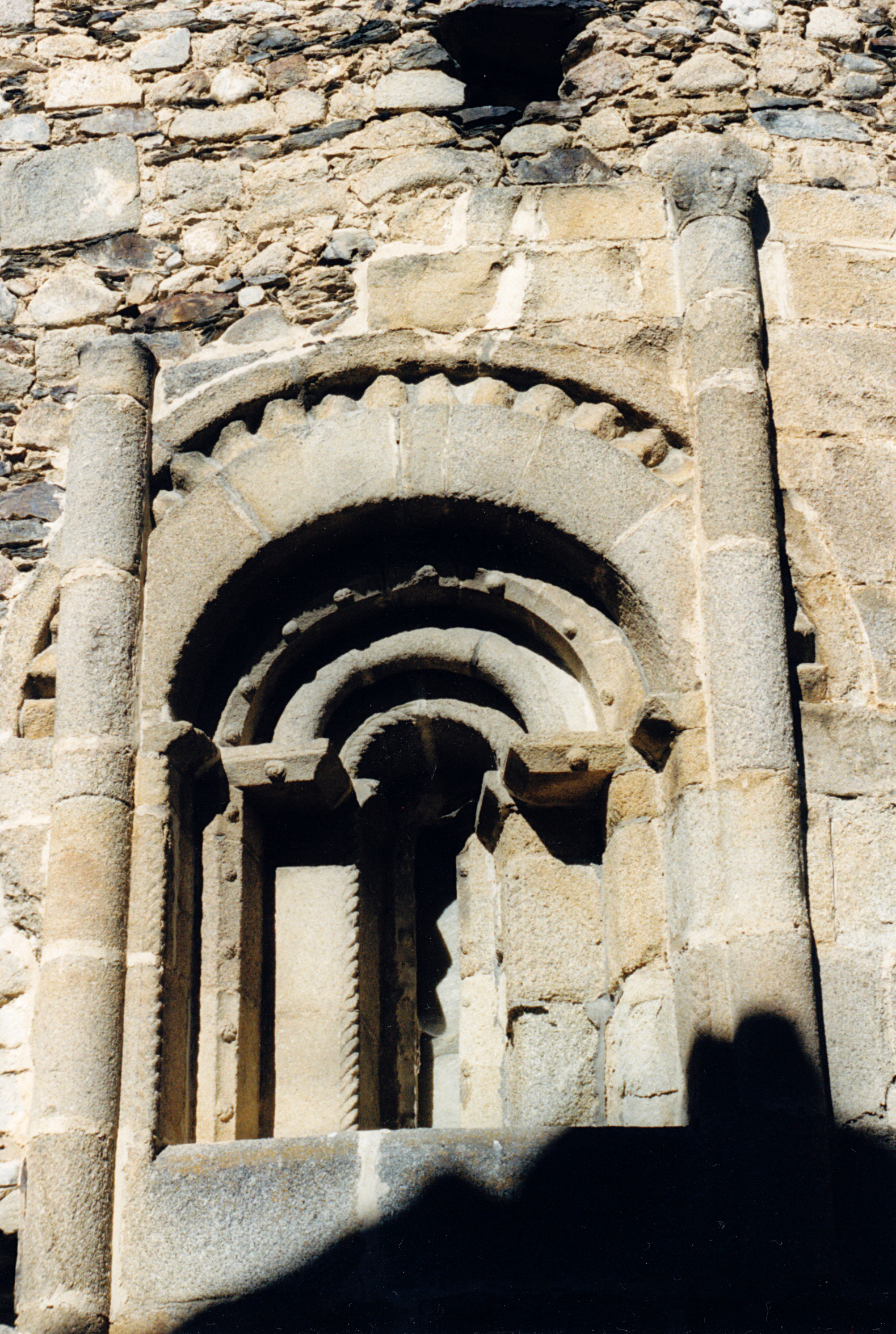
Fenêtre absidiale.

Le seul vestige extérieur subsistant de l'église romane est la fenêtre absidiale et un fragment du chevet semi-circulaire.
Ce fragment de chevet roman est édifié en pierre de taille assemblée en grand appareil et est rythmé par des colonnes engagées.
Mais le grand intérêt de l'église Saint-Saturnin réside dans sa remarquable fenêtre absidiale à triple ébrasement présentant un décor très élaboré :
- la voussure interne de l'archivolte est ornée d'une tresse et précédée d'un boudin (arc torique) supporté par deux chapiteaux qui étaient jadis portés par des colonnettes aujourd'hui disparues[1] ;
- les claveaux de la voussure médiane sont biseautés et ornés de boules ;
- la voussure externe est surmontée d'une frise de dents d'engrenage traversée par les colonnes engagées qui ornent le chevet ;
- les montants de la fenêtre sont également ornés de tresses et de boules.

La partie non romane du chevet est édifiée en moellon.